# گریبسکو
گریبسکو (دانمارکی: Gribskov) چهارمین جنگل بزرگ دانمارک است که ۵٬۶۰۰ هکتار زمین جنگلی در شمال شیلند و جنوب دریاچه اسروم واقع شده‌است. این پارک ملی یکی از سه جنگلی بود که در چشم‌اندازهای شکار در زیلاند شمالی به عنوان میراث جهانی یونسکو ثبت شد.